# Kożuun tandiński
Kużuun tandiński (ros. Тандинский кожуун) – kożuun (jednostka podziału administracyjnego w Tuwie, odpowiadająca rejonowi w innych częściach Rosji) w środkowej części autonomicznej rosyjskiej republiki Tuwy.
Kużuun tandiński zamieszkuje 13.437 mieszkańców (1 stycznia 2006 r.); całość populacji stanowi ludność wiejska, gdyż na tym obszarze nie ma miast
Ośrodkiem administracyjnym tej jednostki podziału terytorialnego jest wieś Baj-Chaak, licząca ok. 3,5 tys. mieszkańców (2002 r.)